# Xiaoshang-Brücke

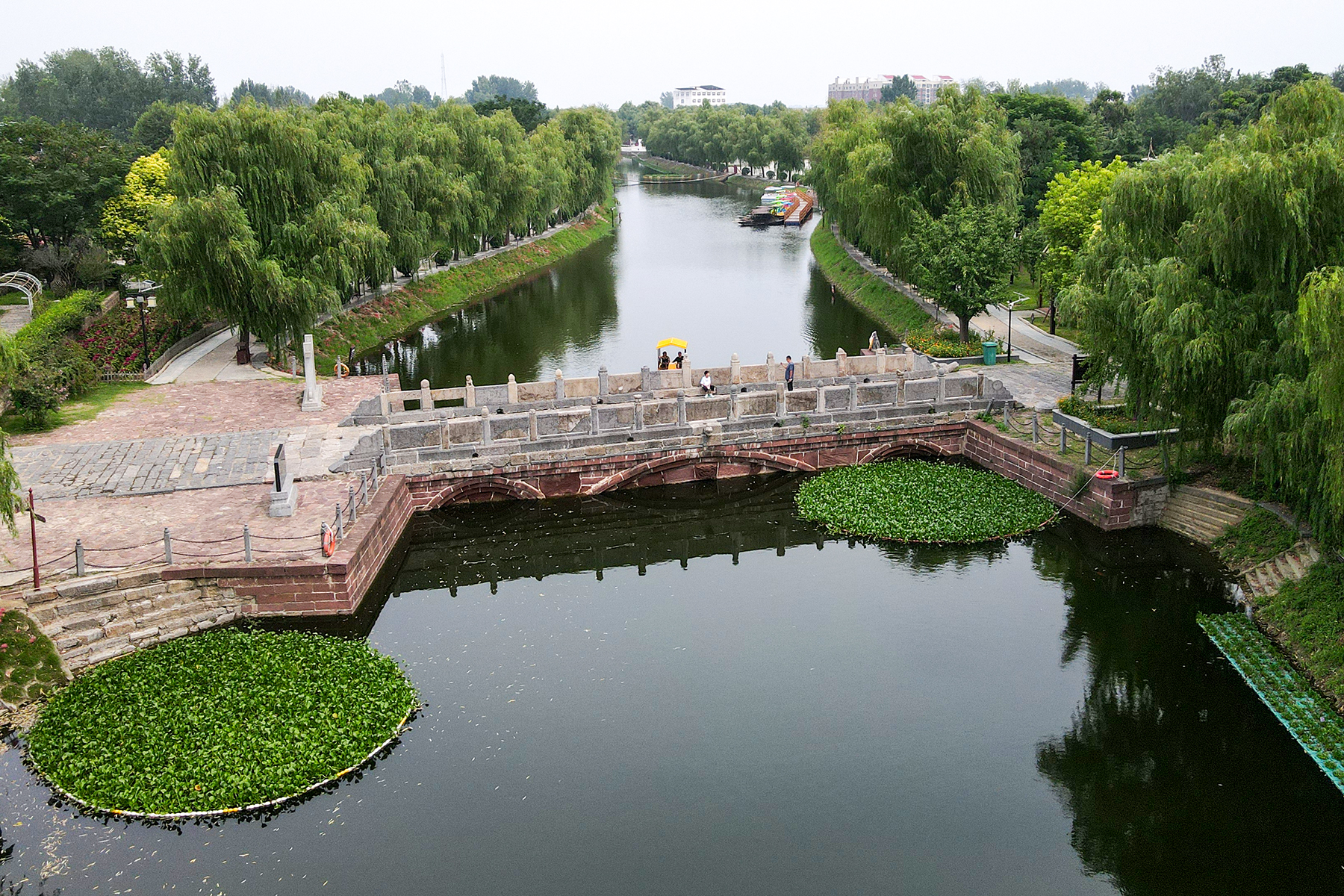
Die Xiaoshang-Brücke im Jahr 2024

Die Xiaoshang-Brücke (chinesisch 小商橋 / 小商桥, Pinyin Xiǎoshāng Qiáo, englisch Xiaoshang Bridge) im Kreis Linying der chinesischen Provinz Henan ist eine Steinbogenbrücke mit einer über 1400 Jahre alten Geschichte. Sie wurde im Jahr 584 in der Zeit der Sui-Dynastie erbaut. Sie hat einen Segmentbogen mit einer Spannweite von 11,60 m und einer Breite von 6,67 m sowie zwei bogenförmige Durchlässe zwischen der Böschungsmauer und den Enden des Brückenbogen. Ihr Bogen und die Durchlässe sind mit Basreliefen verziert. Der Brückenbogen und die Bögen der Durchlässe tragen eine waagrechte Brückenplatte mit steinernen Geländern.
Sie ist deutlich kleiner als die spätere Anji-Brücke, zeigt mit den aufgesetzten Bögen der Durchlässe aber ähnliche Elemente.
Sie steht seit 2001 auf der Liste der Denkmäler der Volksrepublik China (5-344).